# Vincenzo De Chiara
Vincenzo De Chiara (Stigliano, 2 aprile 1903 – Tropea, 30 novembre 1984) è stato un vescovo cattolico italiano.

## Biografia
Ordinato sacerdote il 3 agosto 1930 a Tricarico, il 30 aprile 1953 fu nominato vescovo di Mileto.
L'11 luglio 1973 fu chiamato a reggere anche le diocesi aeque principaliter unite di Nicotera e Tropea.
Il 5 marzo 1979 fu accolta la sua rinuncia al governo pastorale delle diocesi di Mileto, Nicotera e Tropea: si ritirò a Tropea, dove morì il 30 novembre 1984.

## Genealogia episcopale e successione apostolica
La genealogia episcopale è:
- Cardinale Scipione Rebiba
- Cardinale Giulio Antonio Santori
- Cardinale Girolamo Bernerio, O.P.
- Arcivescovo Galeazzo Sanvitale
- Cardinale Ludovico Ludovisi
- Cardinale Luigi Caetani
- Cardinale Ulderico Carpegna
- Cardinale Paluzzo Paluzzi Altieri degli Albertoni
- Papa Benedetto XIII
- Papa Benedetto XIV
- Cardinale Enrico Enriquez
- Arcivescovo Manuel Quintano Bonifaz
- Cardinale Buenaventura Córdoba Espinosa de la Cerda
- Cardinale Giuseppe Maria Doria Pamphilj
- Papa Pio VIII
- Papa Pio IX
- Cardinale Raffaele Monaco La Valletta
- Patriarca Michele Zezza
- Vescovo Raffaello Delle Nocche
- Vescovo Vincenzo De Chiara

La successione apostolica è:
- Arcivescovo Aurelio Sorrentino (1962)